# Madisen Beaty
Madisen Beaty (Centennial, Colorado, 28 de fevereiro de 1995) é uma atriz e DJ norte-americana. Como atriz, ela é conhecida por seus papéis como Daisy Fuller em The Curious Case of Benjamin Button (2008), Doris Solstad em The Master (2012), Rebeccah Mulcahey em Other People (2016), Talya Banks na série da ABC Family The Fosters (2013–2018), Iris em The Magicians (2018–2019), Kassi em The Clovehitch Killer (2018) e Patricia Krenwinkel em Aquarius (2015–16) e Once Upon a Time in Hollywood (2019).

## Vida e carreira
Beaty nasceu em Centennial, Colorado. Enquanto morava em Denver, ela apareceu em mais de 65 produções teatrais. Ela interpretou Lindsay em um anúncio do Ad Council sobre cyberbullying. Em 2008, ela fez sua estreia no cinema interpretando Daisy Fuller, com dez anos, no filme dramático The Curious Case of Benjamin Button. Logo depois, ela também estrelou o filme independente The Five. Beaty interpretou Sara Dougan no telefilme de 2010 da Lifetime The Pregnancy Pact, coestrelando ao lado de Thora Birch. Ela então estrelou como Leslie no episódio de iCarly "iWas a Pageant Girl", e como Kristin Haskell no episódio de NCIS "Dead Air". Nesta última aparição, ela ganhou o Young Artist Award de Melhor Performance em Série de TV – Atriz Jovem Convidada.
Em 2012, ela apareceu como Doris Solstad em The Master, um filme de Paul Thomas Anderson também estrelado por Philip Seymour Hoffman, Joaquin Phoenix e Amy Adams. Em novembro de 2015, foi anunciado que Beaty havia sido escalada para um papel regular para a segunda temporada da série dramática de época da NBC, Aquarius, interpretando Patricia Krenwinkel. Em 2016, ela atuou ao lado de Chad Michael Murray e Luke Wilson no suspense ocidental Outlaws and Angels. Em 2018, ela foi escalada como a deusa Iris na série da Syfy, The Magicians. No mesmo ano, ela atuou no filme The Clovehitch Killer como Kassi, na qual ganhou grande reconhecimento. Em 2019, Beaty interpretou uma versão diferente de Krenwinkel em Once Upon a Time in Hollywood, de Quentin Tarantino.
Beaty também é DJ sob o pseudônimo 'MASEN BAY'. Ela tocou em lugares conhecidos em Los Angeles, Califórnia, como o The Skybar, Bar Lubitsch, The Friend e alguns outros. Ela é representada pela The Schiff Co e pelo Coast to Coast Talent Group.

## Filmografia

### Cinema
| Ano  | Título                              | Papel                  | Notas          |
| ---- | ----------------------------------- | ---------------------- | -------------- |
| 2006 | Uncloseted Skeletons                | Young Crista           | Curta-metragem |
| 2007 | Steep                               | School Kid             | Curta-metragem |
| 2008 | The Curious Case of Benjamin Button | Daisy Fuller (10 anos) |                |
| 2010 | The Five                            | Adilyne                | Vídeo          |
| 2010 | Adalyn                              | Patricia               | Curta-metragem |
| 2012 | RockBarnes: The Emperor in You      | Wendy                  |                |
| 2012 | The Master                          | Doris Solstad          |                |
| 2014 | Jamie Marks Is Dead                 | Frances Wilkinson      |                |
| 2015 | Share                               | Jenna                  | Curta-metragem |
| 2016 | Other People                        | Rebeccah               |                |
| 2016 | Outlaws and Angels                  | Charlotte Tildon       |                |
| 2016 | In the Radiant City                 | Beth Yurley            |                |
| 2018 | The Clovehitch Killer               | Kassi                  |                |
| 2019 | To the Stars                        | Clarissa Dell          |                |
| 2019 | Once Upon a Time in Hollywood       | "Katie"                |                |
| 2021 | Seance                              | Bethany                |                |

### Televisão
| Year      | Title              | Role                | Notes                           |
| --------- | ------------------ | ------------------- | ------------------------------- |
| 2008      | Family Man         | Julie Becker        | Telefilme                       |
| 2010      | iCarly             | Leslie              | Episódio: "iWas a Pageant Girl" |
| 2010      | No Ordinary Family | Sara Berg           | Episódio: "No Ordinary Ring"    |
| 2010      | The Pregnancy Pact | Sara Dougan         | Telefilme                       |
| 2010      | NCIS               | Kristin Haskell     | Episódio: "Dead Air"            |
| 2011      | Miss Behave        | Sam                 | 6 episódios                     |
| 2012      | Beautiful People   | Elizabeth           | Telefilme                       |
| 2016      | Aquarius           | Patricia Krenwinkel | 10 episódios                    |
| 2013–2018 | The Fosters        | Talya Banks         | 15 episódios                    |
| 2018      | Here and Now       | Emma                | 2 episódios                     |
| 2018–2019 | The Magicians      | Iris                | 2 episódios                     |